# Helpless
Pour plus de détails, voir Fiche technique et Distribution.
Helpless (Hangeul : 화차, RR : Hoacha, litt. "wagons") est un thriller sud-coréen écrit et réalisé par Byun Young-joo, sorti en 2012.

## Synopsis
Le vétérinaire Mun-ho et sa fiancée Sun-young, en route pour rendre visite aux parents de celui-ci, se garent sur une aire d'autoroute pour prendre du café. Fatiguée, elle reste dans la voiture. À son retour, Sun-young n'y est plus, ne répond pas au téléphone, semble avoir disparu. Après avoir alerté la police, Mun-ho décide de la rechercher en compagnie de son oncle, un détective paumé : il va aussitôt découvrir qu'elle n'est pas la femme qu'il croyait connaître.

## Fiche technique
- Titre : Helpless
- Titre original : 화차 (Hoacha)
- Réalisation : Byun Young-joo
- Scénario : Byun Young-joo, d'après le roman japonais de Miyabe Miyuki
- Décors : Lee In-ok[1]
- Costumes : Choi Ui-yeong[1]
- Photographie : Kim Dong-yeong[1]
- Montage : Park Gok-ji
- Musique : Kim Hong-jib
- Production : Shin Hye-eun[1]
- Société de production : Boim Pictures[1]
- Société de distribution : CJ Entertainment
- Pays d'origine : Corée du Sud
- Langue officielle : coréen
- Format : couleur - 1.85 : 1 - Dolby Digital - 35 mm
- Genre : thriller
- Durée : 117 minutes
- Dates de sortie :
  -  Corée du Sud : 8 mars 2012
  -  Canada : 11 mai 2013

## Distribution
- Kim Min-hee : Kang Seon-yeong/Cha Gyeong-seon
- Lee Sun-kyun : Jang Mun-ho, le fiancé
- Jo Sung-ha : Kim Jong-geun, le détective
- Kim Byul : Han-na, la collaboratrice de Mun-ho
- Cha Soo-yeon : Kang Seon-yeong (la réelle)
- Choi Deok-mun : le détective Ha Seong-shik
- Lee Hee-joon : Noh Seung-ju, l'ex-époux de Gyeong-seon
- Kim Min-jae : Lee Dong-woo
- Choi Il-hwa : le père de Mun-ho
- Bae Min-hee : la cliente de la clinique des vétérinaires

## Production

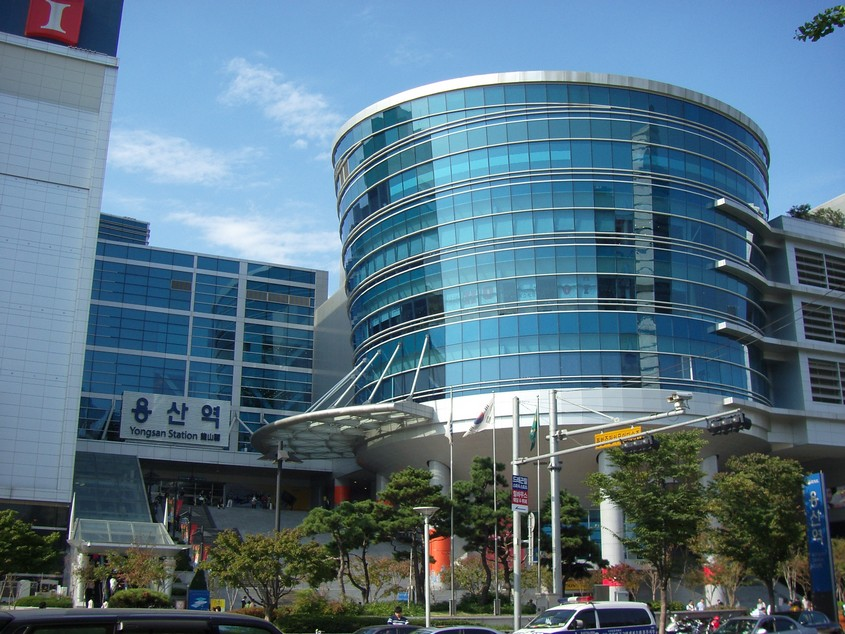
Yongsan Station, la gare ferroviaire de Yongsan-gu à Séoul

Helpless est adapté d'un roman policier Une carte pour l'enfer (宮部みゆき, 1992), par la romancière japonaise Miyuki Miyabe, dont la situation de l'histoire a lieu à Tokyo au Japon : la réalisatrice et scénariste Byun Young-joo l'a transposée en Corée du Sud.
Le tournage s'est déroulé entre 8 juillet et 23 septembre 2011 à Jinhae, à Masan, à Changwon dans la province du Gyeongsang du Sud et à Jecheon dans la Chungcheong du Nord, ainsi qu'à la gare ferroviaire de Yongsan-gu à Séoul.

## Accueil

### Sortie
Helpless est sorti en Corée du Sud, le 8 mars 2012.

### Box-office
| Pays ou région | Box-office        | Date d'arrêt du box-office | Nombre de semaines |
| -------------- | ----------------- | -------------------------- | ------------------ |
| Corée du Sud   | 2 426 523 entrées | 20 mai 2012                | 9                  |

## Distinctions

### Récompenses
- PaekSang Arts Awards 2012 : Meilleure réalisatrice
- Buil Film Awards 2012 : Meilleure actrice (Kim Min-hee)
- Korean Culture and Entertainment Awards 2012 : Prix d'excellence du meilleur acteur dans le film (Jo Sung-ha)
- Women in Film Korea Awards 2012 : Meilleure réalisatrice de l'année

### Nominations
- PaekSang Arts Awards 2012 :
  - Meilleur film
  - Meilleure actrice (Kim Min-hee)

- Buil Film Awards 2012 :
  - Meilleur film
  - Meilleure réalisatrice
  - Meilleur acteur dans un second rôle (Jo Sung-ha)

- Blue Dragon Film Awards 2012 :
  - Meilleure actrice (Kim Min-hee)
  - Meilleur acteur dans un second rôle (Jo Sung-ha)